# Willi Kemmler
Willi Kemmler (* 1941) ist ein deutscher Unternehmer und Politiker der SPD aus Baden-Württemberg.

## Leben
Willi Kemmler nahm als Mitglied der 15. Bundesversammlung und Delegierter des Landes Baden-Württemberg am 18. März 2012 an den Wahlen des deutschen Bundespräsidenten teil.

## Ehrungen und Auszeichnungen
- 2010: Bundesverdienstkreuz am Bande[1]

## Schriften (Auswahl)
- (Hrsg.): Gomaringer Heimatbuch. Gomaringen: Gomaringer Verlag, 1987
- (Hrsg.): Gomaringer Genossen : ein roter Faden in der Geschichte der SPD; Ortsverein seit 1912. SPD-Ortsverein Gomaringen. Gomaringen: Gomaringer Verl. und Druck, 1992